# Eugène Sue
Eugène Sue (wym. [œʒɛnə sɥə], właśc. Marie-Joseph Sue; ur. 26 stycznia 1804  w Paryżu, zm. 3 sierpnia 1857 w Annecy-le-Vieux) – francuski pisarz, twórca powieści odcinkowej.

## Biografia
Marie-Joseph Sue urodził się w Paryżu 26 stycznia 1804 roku. Sławę przyniosły mu, publikowane początkowo w „Le Journal des débats”, sensacyjne powieści z życia najuboższej ludności Paryża, zawierające krytykę istniejącego systemu społecznego. Wywarły one wpływ na nastroje polityczne w przededniu rewolucji 1848 roku (Wiosny Ludów). Pisał również powieści marynistyczne, historyczne i obyczajowe. Zmarł w Annecy-le-Vieux 3 sierpnia 1857 roku.
Odznaczony 10 marca 1839 roku orderem Legii Honorowej wraz z Alfredem de Mussetem i Fryderykiem Soulié.

## Ważne dzieła
- Tajemnice Paryża
- Żyd wieczny tułacz